# Dietrich Stael (Domherr, † 1450)
Dietrich Stael (* im 14. Jahrhundert; † 1450) war Domherr in Münster.

## Leben
Dietrich Stael entstammte dem rheinisch-westfälischen Rittergeschlecht Stael und war der Sohn des Dietrich Stael zu Loburg und dessen Gemahlin Kunigunde von Bevern. Im Jahre 1413 gab es zwischen ihm und Winold von Twickel einen Streit um die Dompräbende, der mit einem Prozess beendet wurde. Dietrich wird erstmals als Domherr zu Münster am 17. Oktober 1420 urkundlich erwähnt. 1427 absolvierte er ein Studium in Erfurt. Im Jahre 1438 besaß Dietrich das Archidiakonat zu Warendorf. Bis zu seinem Tode blieb er in beiden Ämtern.